# Иванов, Василий Евгеньевич

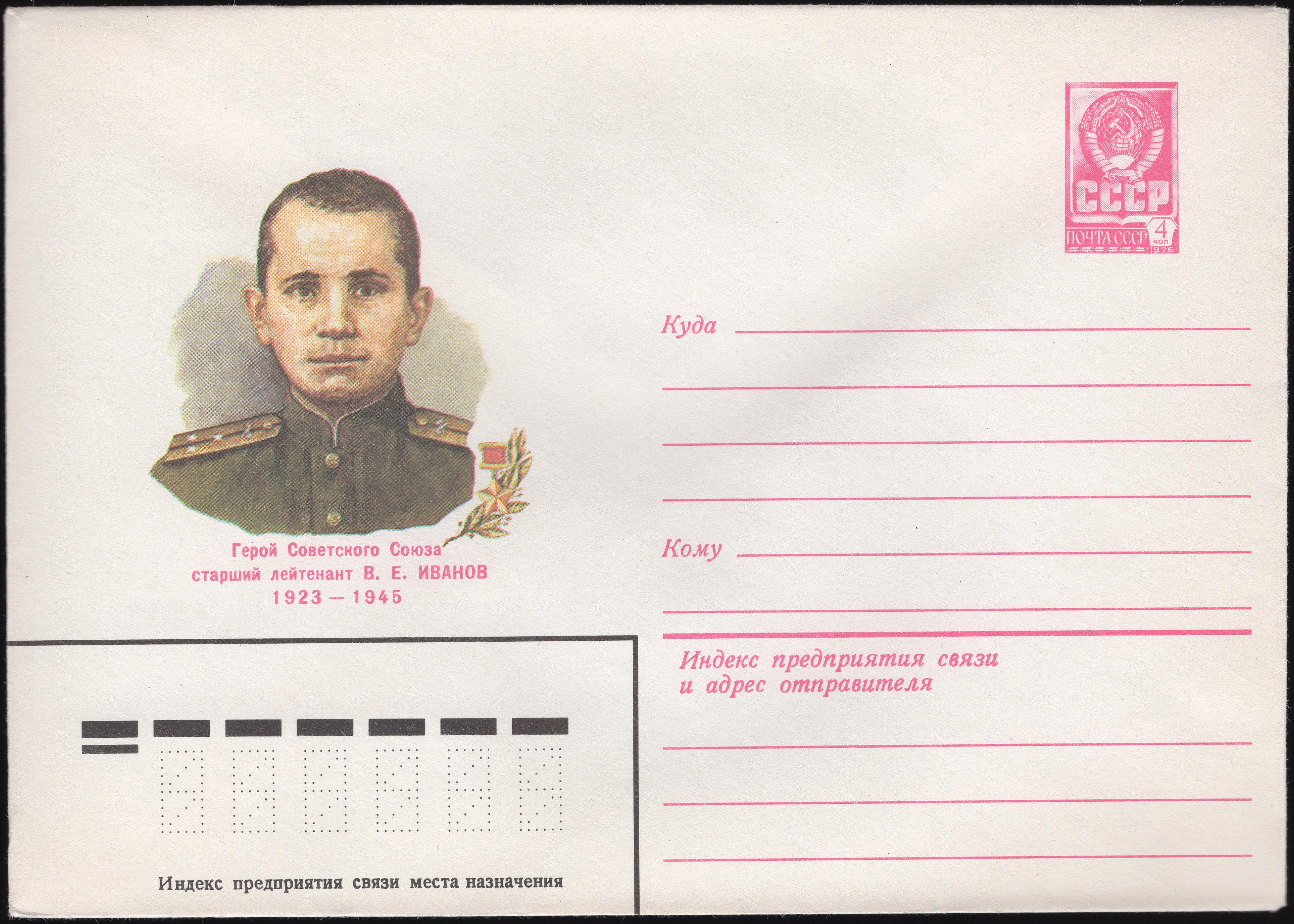
Почтовый конверт СССР, 1982 год

Василий Евгеньевич Иванов (20 января 1923 — 23 апреля 1945) — участник Великой Отечественной войны, командир понтонной роты 9-го отдельного моторизованного понтонно-мостового батальона 70-й армии 2-й Белорусский фронт, Герой Советского Союза, старший лейтенант.

## Биография
Василий Евгеньевич Иванов родился 20 января 1923 года в деревне Почерняево в крестьянской семье. После окончания Боровичского педагогического училища в 1940 году работал учителем начальной школы в деревне Заручье Любытинского района.
В июле 1941 года призван в Красную Армию. После окончания в Костроме Ленинградского военно-инженерного училища был направлен на фронт. С декабря 1941 года по апрель 1945 года занимал должность командира взвода в 9-м отдельном моторизованном понтонно-мостовом батальоне. 18 апреля 1945 года был назначен командиром понтонной роты.
В апреле 1945 года наши войска вели бои на подступах к Берлину. Инженерные части с помощью стрелковых частей наводили понтонные и паромные переправы для форсирования реки Одер на 45-километровом участке в районе Штеттин—Шведт. Подразделение сапёров, которым руководил старший лейтенант Иванов, под огнём противника навело понтонную переправу через реку, обеспечив продвижение советских войск.

… Тов. Иванов руководил работами по наводке понтонного моста под грузы 60 тонн, с левого берега реки. Работы подходили к концу, когда противник открыл сильный артиллерийский огонь по месту переправы. Прямым попаданием было затоплено и пробито несколько понтонов. Тов. Иванов не ушёл в укрытие, он изорвал обмундирование и кусками затыкал дыры в понтонах, спасая понтонное имущество. Его героическому примеру последовали другие бойцы, и мост был спасён.— Из наградного листа.
В ходе этого боя В. Е. Иванов был ранен и скончался 23 апреля 1945 года от осколочного ранения в голову. Похоронен с воинскими почестями в одиночной могиле в деревне Зольгин (позднее — д. Велтынь) в шести километрах восточнее города Грайфенхаген.
Указом Президиума Верховного Совета от 29 июня 1945 года за героизм, проявленный при форсировании реки Одер в районе города Штеттин, старшему лейтенанту Василию Евгеньевичу Иванову присвоено звание Героя Советского Союза посмертно.

## Награды
- Медаль «Золотая Звезда».
- Орден Ленина.
- Орден Красного Знамени.
- Орден Отечественной войны 2 степени.
- Орден Красной Звезды.

## Память
- В деревне Почерняево установлен памятник.
- В посёлке Любытино — бюст Героя.
- Именем В. Е. Иванова названа улица в Любытино.
- Старший лейтенант Иванов навечно зачислен в списки воинской части.
- В Любытинском районе был учреждён спортивный приз имени В. Е. Иванова[2],
- Был издан почтовый конверт с портретом Героя.
- Ранее его имя носил пионерский отряд Шереховичской школы[2].